# Cofre de Perote
Le Cofre de Perote de son nom espagnol, aussi nommé Nauhcampatépetl en langue nahuatl, est un volcan situé dans l'État de Veracruz au Mexique. Il fait partie du complexe montagneux de la cordillère Néovolcanique, à son extrémité orientale. Si les sommets de cette chaîne culminent parfois à plus de 5 000 mètres d'altitude, celui de Cofre de Perote atteint lui 4 282 mètres. Le volcan et ses alentours sont protégés au sein du parc national Cofre de Perote. Un peu à l'ouest de ce volcan se trouve la ville de Perote.

## Géographie
Le volcan se situe dans la partie centrale de l'État de Veracruz, près de sa limite administrative avec l'État de Puebla. Il se trouve sur les territoires des municipalités de Perote, d'Ayahualulco et de Xico. Il donne naissance sur son flanc sud à des cours d'eau faisant partie du bassin versant du fleuve río Antigua, tandis que ses pentes nord abritent la source du fleuve río Nautla,.